# Državna cesta D528
D528 je državna cesta u Hrvatskoj. Ukupna duljina iznosi 2,4 km.